# Mateusz Szwoch
Mateusz Szwoch (ur. 19 marca 1993 w Starogardzie Gdańskim) – polski piłkarz występujący na pozycji pomocnika w Ruchu Chorzów.

## Kariera klubowa
Jest wychowankiem Borowiaka Czersk. Związany z drużynami juniorskimi czerskiego klubu w rundzie wiosennej sezonu 2005/2006 oraz rundy jesiennej 2007/2008. Między tymi rundami spędził drugą połowę 2006 roku w zespole juniorskim Gedanii Gdańsk. W 2008 roku przeniósł się z Borowiaka do zespołu Arki Gdynia, gdzie spędził 6 lat.
Po przejściu do Arki, Szwoch przez trzy lata trenował z drużynami juniorskimi. Na początku 2010 roku zaczął grę w gdyńskim zespole w nieistniejących już rozgrywkach Młodej Ekstraklasy. W seniorskiej drużynie zadebiutował 8 października 2011 roku w meczu z Zawiszą Bydgoszcz. W latach 2012–2014 był podstawowym zawodnikiem Arki. Łącznie w pierwszym zespole rozegrał 72 spotkania i zdobył 12 bramek.
1 lipca 2014 roku związał się 4-letnim kontraktem z Legią Warszawa. Debiut w Legii zaliczył 24 sierpnia 2014 roku. W pierwszej drużynie warszawskiego klubu rozegrał 8 spotkań. W lutym 2015 roku u pomocnika Legii wykryto arytmię serca. Na początku maja przeszedł zabieg ablacji, po którym objawy arytmii ustąpiły.
W lutym 2016 roku wrócił do Arki Gdynia na zasadzie 1,5-rocznego wypożyczenia.
Okres przygotowawczy przed sezonem 2017/2018 spędził w Legii Warszawa i wystąpił w trzech oficjalnych meczach: o Superpuchar Polski z Arką Gdynia, w Ekstraklasie z Górnikiem Zabrze oraz w II rundzie kwalifikacyjnej do Ligi Mistrzów z IFK Mariehamn, po czym w związku z trudnością przebicia się do pierwszego składu został ponownie wypożyczony na rok do gdyńskiego klubu. 
Od sezonu 2024/2025 zawodnik Ruchu Chorzów. 

## Życie prywatne
W 2021r.  Mateuszowi urodził  się syn, którego matką została wieloletnia partnerka piłkarza-Dominika. 29 maja 2021r.  para wzięła ślub. Jesienią 2022r. Dominika i Mateusz zostali rodzicami Sary Heleny.

## Sukcesy

### Arka Gdynia
- Puchar Polski: 2016/2017